# Dimaruguri
Dimaruguri é uma vila no distrito de Nagaon, no estado indiano de Assam.

## Demografia
Segundo o censo de 2001, Dimaruguri tinha uma população de 9219 habitantes. Os indivíduos do sexo masculino constituem 52% da população e os do sexo feminino 48%. Dimaruguri tem uma taxa de literacia de 66%, superior à média nacional de 59,5%: a literacia no sexo masculino é de 71% e no sexo feminino é de 61%. Em Dimaruguri, 13% da população está abaixo dos 6 anos de idade.